# Fantasia Bætica
La Fantasia Bætica (nombre original en latín) o su castellanización Fantasía Bética es una obra para piano de Manuel de Falla compuesta en el año 1919.

## Historia sobre el nombre
Su calificativo de Bætica le viene dado porque la zona de la que es nativo su compositor, Cádiz, se denominaba en la antigüedad Bætica, una de las tres regiones que componía la provincia romana de Hispania.  La escritura musical de esta obra revela ya la de otras obras posteriores como el El sombrero de tres picos o El retablo de Maese Pedro. 

## Dedicatoria
La obra está dedicada al gran pianista polaco Arthur Rubinstein, quien tenía sobre esta una relativa apreciación personal. Ello se debe, pues, a que el pianista la consideraba más austera que otras obras precedentes, si bien está más presente en ella las características flamencas, e incluso más reforzadas, que en otras obras. La primera presentación de la Fantasia Bætica fue ejecutada por Rubinstein en Nueva York el 20 de febrero de 1920, quien posteriormente no volvió a incluirla en sus repertorios habituales, por la razón anteriormente aducida. La primera edición de la obra fue realizada por la editorial Chester Ltd. de Londres en el año 1922.

## Repercusión en España
A nivel de importancia dentro de la literatura pianística española esta obra para piano ha estado considerada bajo la sombra de la Suite Iberia de Isaac Albéniz, que quasi unánimemente es la obra más importante para piano solo que haya sido escrita por un compositor español, tanto a nivel de técnica como de musicalidad.

Como el compositor Tomás Marco sostiene: "la Fantasia Baetica es una obra de gran nobleza y perfección, pero de difícil asimilación para el oyente".

La ejecución de la obra demanda poco más de un cuarto de hora.